# Liam Delap
Liam Rory Delap (Winchester, 2003. február 8. –) angol utánpótlás-válogatott labdarúgó, a Chelsea játékosa.

## Pályafutása

### Klubcsapatokban

#### Manchester City
Hat évesen csatlakozott a Derby County akadémiájához, ahol a következő tíz évet töltötte, mielőtt leszerződtette a Manchester City 2019-ben. A 2020-as Premier League Kupa döntőjében gólt szerzett és két gólpasszt adott.
2020. szeptember 24-én mutatkozott be a City felnőtt csapatában, a ligakupában az AFC Bournemouth ellen. A 18. percben megszerezte első gólját is. A mérkőzés után Pep Guardiola méltatta a játékost. Három nappal később a Premier League-ben is bemutatkozott, a Leicester City elleni 5–2-es vereség során. 2021 áprilisában Guardiola megerősítette, hogy Delap véglegesen a felnőtt csapat tagja lett.
A 2021-es felkészülési időszakban lábsérülést szenvedett, amiért ki kellett hagynia a szuperkupát a Leicester City ellen, és az első néhány bajnokit. Augusztus 20-án három éves szerződés-hosszabbítást írt alá. Több kisebb sérülést követően az FA-Kupa harmadik fordulójában játszott először a szezonban, a Fulham ellen 2022 februárjában. 2022 februárjában bemutatkozott az UEFA-bajnokok ligájában is, Bernardo Silva cseréjeként.
2022 és 2024 között három csapatban játszott kölcsönben: Stoke City, Preston North End és Hull City.

#### Ipswich Town
2024. július 13-án Delap csatlakozott az újonc Ipswich Town csapatához a Premier League-ben. Öt éves szerződést írt alá. Első gólját augusztus 31-én szerezte meg, a Fulham elleni 1–1-es döntetlen során. Szeptember 29-én duplázott az Aston Villa elleni 2–2-es végeredményű mérkőzésen, amellyel Marcus Bent (2002) óta az első Ipswich-játékos lett, aki két gólt szerzett a Premier League-ben. December 30-án Delap gólt szerzett és gólpasszt adott a Chelsea elleni bajnokin, amely mérkőzés az Ipswich első hazai győzelmével ért véget 2002 óta a Premier League-ben, illetve 1993 óta az első sikerükkel a fővárosi csapat ellen.

### A válogatottban
Delap utánpótlás szinten Angliát képviselte. A 2019-es U16-os Mercedes-Benz torna gólkirálya volt Törökországban, és az U17-es válogatottban is játszott. 2021. március 29-én  mutatkozott be az U18-as csapatban Wales ellen a Leckwith Stadionban. Közel egy évvel később debütált az U19-es válogatottban az Írország elleni 3–1-es győzelem során, a 2022-es Európa-bajnoki selejtezőkön. 2022 júniusában helyet kapott az U19-es keretben, amely elutazott az Európa-bajnokságra. Az utolsó csoportmérkőzésen ő lőtte csapata egyetlen gólját. Július 1-én csereként állt be a döntőben és nagy szerepet játszott Aaron Ramsey góljában, ami beállította a 3–1-es végeredményt Izrael ellen.
2022. szeptember 21-én debütált az U20-as válogatottban, gólt szerezve Chile ellen a Pinatar Arenában. 2023. május 10-én helyet kapott az angol keretben az U20-as világbajnokságra. 2023 szeptemberében góllal mutatkozott be az U21-es csapatban Luxembourg ellen.

## Magánélete
Rory Delap ír válogatott labdarúgó fia, öccse Finn a Burton Albion játékosa. Nagyapja Donegal megyéből, nagyanyja pedig Meath megyéből származik.

## Statisztika
Frissítve: 2024. december 30.
| Csapat                         | Szezon           | Bajnokság        | Bajnokság | Bajnokság | Kupa | Kupa  | Ligakupa | Ligakupa | Nemzetközi | Nemzetközi | Egyéb | Egyéb | Összesen | Összesen |
| Csapat                         | Szezon           | Osztály          | P.        | Gólok     | P.   | Gólok | P.       | Gólok    | P.         | Gólok      | P.    | Gólok | P.       | Gólok    |
| ------------------------------ | ---------------- | ---------------- | --------- | --------- | ---- | ----- | -------- | -------- | ---------- | ---------- | ----- | ----- | -------- | -------- |
| Manchester City U21            | 2020–2021        | —                | —         | —         | —    | —     | —        | —        | —          | —          | 2     | 3     | 2        | 3        |
| Manchester City U21            | 2021–2022        | —                | —         | —         | —    | —     | —        | —        | —          | —          | 2     | 0     | 2        | 0        |
| Manchester City U21            | Összesen         | Összesen         | —         | —         | —    | —     | —        | —        | —          | —          | 4     | 3     | 4        | 3        |
| Manchester City                | 2020–2021        | Premier League   | 1         | 0         | 1    | 0     | 1        | 1        | 0          | 0          | —     | —     | 3        | 1        |
| Manchester City                | 2021–2022        | Premier League   | 1         | 0         | 1    | 0     | 0        | 0        | 1          | 0          | 0     | 0     | 3        | 0        |
| Manchester City                | 2022–2023        | Premier League   | 0         | 0         | 0    | 0     | 0        | 0        | 0          | 0          | 0     | 0     | 0        | 0        |
| Manchester City                | 2023–2024        | Premier League   | 0         | 0         | 0    | 0     | 0        | 0        | 0          | 0          | 0     | 0     | 0        | 0        |
| Manchester City                | Összesen         | Összesen         | 2         | 0         | 1    | 0     | 1        | 1        | 1          | 0          | 0     | 0     | 6        | 1        |
| Stoke City (kölcsönben)        | 2022–2023        | Championship     | 22        | 3         | 1    | 0     | —        | —        | —          | —          | —     | —     | 23       | 3        |
| Preston North End (kölcsönben) | 2022–2023        | Championship     | 15        | 1         | —    | —     | —        | —        | —          | —          | —     | —     | 15       | 1        |
| Hull City (kölcsönben)         | 2023–2024        | Championship     | 31        | 8         | 0    | 0     | 1        | 0        | —          | —          | —     | —     | 32       | 8        |
| Ipswich Town                   | 2024–2025        | Premier League   | 18        | 7         | 0    | 0     | 1        | 0        | —          | —          | —     | —     | 19       | 7        |
| Karrier összesen               | Karrier összesen | Karrier összesen | 88        | 19        | 3    | 0     | 3        | 1        | 1          | 0          | 4     | 3     | 99       | 23       |

1. 1 2  Pályára lépések az EFL Trophyban
2. ↑  Pályára lépések az UEFA-bajnokok ligájában

## Sikerek és díjak
- U19-es Európa-bajnok: 2022[28]